# Lucy Guldahl
Lucy Guldahl (Trondheim, 8 augustus 1867 - 20 december 1926) was een Noors pianiste.
Lucine Margrete Guldahl werd als tweede kind geboren in het gezin van handelaar Paul Guldahl (1838-1911) en Karen Moe (1834-1903). Ze was de zuster van architect Axel Guldahl en zangeres Jenny Guldahl.
Ze gaf meerdere optreden met name in de omgeving van Trondheim. Vanaf 1916 verschenen de eerste advertenties omtrent lessen die ze vanuit Oslo gaf. Ze maakte deel uit van het lerarencorps van het Kristiania Musiklaererforening (KMLF).
Enkele optredens
- mei 1894 met een amateurzangeres
- 6 september 1899: Concert met Agathe Backer-Grøndahl; ze speelden het Pianoconcert opus 54 van Robert Schumann in een versie voor twee piano's in Trondheim
- 22 september 1902: ze begeleidde haar zuster zangeres Jenny Guldahl in onder meer liederen van Johannes Brahms; er volgde een concertreis
- 24 oktober 1906: ze begeleidde opnieuw haar zuster in de concertzaal van Brødrene Hals, maar ook eerder in de Vrijmetselaarsloge in Trondheim
- 27 februari 1907 begeleidde ze de Italiaanse violiste Armida Senatra in Trondheim
- 3 maart 1908: ze begeleidde haar zusters Jenny en Harriet Guldahl in Trondheim
- 14 november 1910: ze begeleidde zuster Jenny in de concertzaal van Brødrene Hals in Oslo
- januari 1911: ze begeleidde operazanger Ragnvald Bjarne